# Université d'agriculture et de technologie de Tokyo
L'université d'agriculture et de technologie de Tōkyō (東京農工大学, Tōkyō Nōkō Daigaku, couramment abrégée en Nōkōdai, 農工大) est une université nationale japonaise, située à dans les villes de Fuchū et de Koganei à Tōkyō.

## Histoire
L'université a été créée en 1949 par fusion de deux universités : l'institut universitaire de sciences agricoles et forestières, et l'institut universitaire de sciences des textiles.

## Composantes
L'université est structurée en facultés de 1er cycle (学部, gakubu), qui ont la charge des étudiants de 1er cycle universitaire, et en facultés de cycles supérieurs (研究科, kenkyūka), qui ont la charge des étudiants de 2e et 3e cycle universitaire. Elle compte de plus plusieurs instituts de recherche, certains commun avec d'autres universités.

### Facultés de1ercycle
L'université compte deux facultés de 1er cycle (学部, gakubu) :
- faculté d'agriculture ;
- faculté d'ingénierie.

### Facultés de cycles supérieur
L'université compte trois facultés de cycles supérieurs (研究科, kenkyūka) :
- faculté d'agriculture ;
- faculté d'ingénierie ;
- faculté de bio-applications et d'ingénierie des systèmes.

## Personnalités liées

### Enseignants
- Akira Endō, biochimiste, Prix Lasker 2008.

### Étudiants
- Yumi Yoshikawa, ministre du cabinet Kishida